# Sacyr Vallehermoso
Pour les articles homonymes, voir Vallehermoso.
Sacyr Vallehermoso est une entreprise espagnole principalement de construction d'infrastructure et de promotion immobilière, cotée à l'Ibex 35. Le groupe a également d'autres activités comme la maintenance, nettoyage et l'installation de conduites d'eau.

## Histoire
L'entreprise Sacyr est créée en 1986 par trois ingénieurs (dont Luis del Rivero et José Manuel Loureda) principalement formés chez Ferrovial. Sacyr reprend le Portugais Somague en 1999, et 24,5% du groupe immobilier Vallehermoso en 2002 à Santander,. En 2003, Sacyr et Vallehermoso signent un accord de fusion des deux entités.
En 2006, Sacyr Vallehermoso est valorisée à 6 milliards d'euros à la bourse de Madrid et rachète 32% d'Eiffage, mais n'obtient pas de siège à son conseil d'administration.
À partir de 2008, le groupe commence à enregistrer de fortes pertes. Fin 2008, le groupe cède sa filiale (détenue à 90%) de gestion d'autoroutes Itinere à l'entreprise financière américaine Citigroup pour 7,9 milliards d'euros (dont 5 milliards de dettes), et cherche à vendre ses 20,01% dans Repsol pour alléger sa dette de 20 milliards d'euros,. En 2010, le groupe s'ouvre à de nouveaux investisseurs pour renflouer son capital.
En 2011, à la suite de crises internes, Luis del Rivero est remplacé à son poste de président du groupe par Manuel Manrique Cecilia. Les revenus immobilier du groupe chutent de 77%. En 2012, Sacyr Vallehermoso est renommé Sacyr.
En 2019, son contrat d'élargissement du canal de Panama prend fin.